# ZagrebDox
ZagrebDox est un festival international du film documentaire créé en 2005 et qui se tient chaque année à Zagreb, en Croatie.

## Films lauréats dans la section compétition internationale
- 2005 : The 3 Rooms of Melancholia (Melancholian 3 huonetta) de Pirjo Honkasalo
- 2006 : Pries parskrendant i zeme (Prieš parskrendant į žemę) de Arūnas Matelis
- 2007 : Civil Status (Grajdanskoe sostoianie) de  Alina Rudnitskaya
- 2008 : War Dance de Sean Fine et Andrea Nix
- 2009 : Lady Kul El Arab (ליידי כל אל ערב) de Ebtisam Mara’ana
- 2010 : Petition (Shangfang) de Zhao Liang
- 2011 : Position Among the Stars (Stand van de Sterren) de Leonard Retel Helmrich
- 2012 : Returns (Powroty) de Krzysztof Kadlubowski
- 2013 : Kudzu Vine de Josh Gibson
- 2014 : Tolstoï, le dernier automne  (La Última Estación) de  Cristian Soto et Catalina Vergara
- 2015 : Virunga de Orlando von Einsiedel
- 2016 : Poet on a Business Trip (Shi ren chu chai le) de  Anqi Ju
- 2017 : The Dazzling Light of Sunset de Salomé Jashi